# Nedre Viergejaure
Nedre Viergejaure är en sjö i Arvidsjaurs kommun i Lappland och ingår i Byskeälvens huvudavrinningsområde. Sjön har en area på 0,141 kvadratkilometer och ligger 444,4 meter över havet. Sjön avvattnas av vattendraget Kilisån.

## Delavrinningsområde
Nedre Viergejaure ingår i det delavrinningsområde (728564-166207) som SMHI kallar för Ovan Dyrasbäcken. Medelhöjden är 439 meter över havet och ytan är 47,54 kvadratkilometer. Det finns inga avrinningsområden uppströms utan avrinningsområdet är högsta punkten. Kilisån som avvattnar avrinningsområdet har biflödesordning 3, vilket innebär att vattnet flödar genom totalt 3 vattendrag innan det når havet efter 148 kilometer. Avrinningsområdet består mestadels av skog (86 procent) och sankmarker (10 procent). Avrinningsområdet har 0,7 kvadratkilometer vattenytor vilket ger det en sjöprocent på 1,5 procent.